# Inocencio Bertolí Izquierdo
Inocencio Bertolí Izquierdo (Pina, 21 de juliol de 1911 - Sogorb, 13 d'agost de 1948) fou un jugador de futbol valencià de les dècades de 1930 i 1940.

## Trajectòria
Jugava a la posició de mig ala dretà. Es formà al futbol català, concretament a les files de la Unió Esportiva Sants, debutant al primer equip el 1929. L'any 1933 el Llevant FC intentà fitxar-lo sense el consentiment del Sants, fet que aprofità el València CF per acabar enduent-se'l. Romangué al València CF entre 1933 i 1945, excepte la temporada 1938-39, en la qual jugà al Racing Club de Ferrol i guanyà el campionat gallec i fou finalista de Copa. Acabada la guerra retornà al València, on jugà a alt nivell fins al 1943. Les darreres temporades al club la seva participació en l'equip minvà, afectat també per diverses lesions. Després des dos anys gairebé en blanc, jugà el seu darrer partit amb el club el 1945, la final de Copa. En total guanyà una Copa i dues Lligues espanyoles com a títols més destacats. Un cop abandonà el club jugà a la Real Balompédica Linense i a l'Hèrcules CF. Va morir l'any 1948 quan anava a fitxar con entrenador de l'Almeria.
Jugà diversos partits amb la selecció catalana de futbol durant la dècada de 1930 i amb la selecció del País Valencià. També jugà un partit amistós amb la selecció d'Espanya el 23 de febrer de 1936 enfront Alemanya a Barcelona, partit finalitzat amb derrota espanyola per 1-2.

## Palmarès
Racing de Ferrol
- Campionat de Galícia de futbol: 1938-39

València CF
- Lliga d'Espanya: 1941-42, 1943-44
- Copa d'Espanya: 1940-41
- Campionat de València: 1933-34, 1936-37, 1939-40